# Hypanthidioides flavopicta
Hypanthidioides flavopicta är en biart som först beskrevs av Smith 1854.  Hypanthidioides flavopicta ingår i släktet Hypanthidioides och familjen buksamlarbin. Inga underarter finns listade i Catalogue of Life.